# DSA-239
La DSA-239 es una carretera perteneciente a la Red Secundaria de la Diputación Provincial de Salamanca que une las localidades de Endrinal y Los Santos.

## Origen y Destino
La carretera  DSA-239  tiene su origen en Endrinal en la intersección con las carreteras  DSA-220  y  SA-212 , y termina en Los Santos en la intersección con las carreteras  DSA-240  y  DSA-241  formando parte de la Red de carreteras de Salamanca.